# Turnen (lied)
Turnen is een lied van de Nederlandse rapper Sevn Alias in samenwerking met de Nederlandse rappers Jairzinho en Kevin. Het werd in 2016 als single uitgebracht en stond in hetzelfde jaar als tiende track op het album Trap grammy van Sevn Alias.

## Achtergrond
Turnen is geschreven door Carlos Vrolijk en David van Dijk en geproduceerd door Project Money. Het is een nummer uit het genre nederhop. In het lied rappen de artiesten over een avond feesten en geld uitgeven. Het nummer kreeg door de artiesten de subtitel "Fissa Anthem", oftewel de anthem voor feesten. De single heeft in Nederland de gouden status.
Het is niet de eerste keer dat de artiesten met elkaar samenwerkten. Sevn Alias en Jairzinho waren eerder al beiden op Mandem, Gass en Now she see me te horen. Ze herhaalden de samenwerking na Turnen op Zonder jou, Tempo en Mattaboy. Sevn Alias en Kevin hadden eerder als samen de nummers Beweging en Dribbel gemaakt. Ze werkten opnieuw samen op onder andere Waarom, Money like we en Hosselaar. Voor Kevin en Jairzinho was het de eerste keer dat ze allebei tegelijkertijd op een lied te horen waren. Wel herhaalden ze de samenwerking. Dit deden zij op Doorgaan.

## Hitnoteringen
De artiesten hadden succes met het lied in de hitlijsten van Nederland. Het piekte op de 25e plaats van de Nederlandse Single Top 100 en stond twaalf weken in deze hitlijst. De Nederlandse Top 40 werd niet bereikt; het kwam hier tot de eerste plaats van de Tipparade.